# London Monarchs
Els London Monarchs van ser un club de futbol americà de la ciutat de Londres (Anglaterra).
El club es creà l'any 1991 per a competir a la World League de futbol americà, essent membre fundador. El club començà a jugar els seus encontres al Wembley Stadium, però, degut a la baixa presència de públic es traslladà el 1995 a White Hart Lane. El 1996 es traslladà a Stamford Bridge. L'any 1998 es reanomenà England Monarchs i disputà els seus partits al Crystal Palace National Sports Centre, a Ashton Gate, a prop de Bristol i al Alexander Stadium, a Birmingham. L'any 1998 disputaren la seva darrera temporada, essent reemplaçats, l'any següent pels Berlin Thunder. El club va guanyar la primera edició de la World Bowl, el 1991.

## Palmarès
- 1 títol de la World Bowl: 1991.

## Jugadors destacats
- Stan Gelbaugh
- Philip Alexander
- Victor Ebubedike
- William Perry
- Obafemi Ayanbadejo
- Tim Simpson
- Brad Johnson
- Dedrick Dodge